# Mr Muscle
Mr Muscle (рус. Мистер Мускул) — торговая марка, специализирующаяся на производстве чистящих средств. Производителем оригинального продукта являлась компания Drackett, права на которую были выкуплены у Bristol Myers компанией S.C. Johnson & Son в 1992 году. Последняя является в настоящее время владельцем торговой марки.

## Обзор
Торговая марка была разработана в 1970-х годах, когда началось производство чистящего средства для электроплит. Продукт использовал в своей основе поверхностно-активные вещества (такие как гидроксид натрия), удалявшие загрязнения посредством омыления и абразивных частиц.
В дальнейшем, после введения в производство новых плит со специальным покрытием, использование подобных средств стало невозможным. Следующим шагом стала разработка плит с пиролитической очисткой. Такие устройства способны прогреваться до относительно высоких температур (до 500 градусов), под воздействием которых происходит термическое разложение загрязнений.
Однако печи, не оборудованные технологией самоочистки, имели широкое распространение, и разработчики продолжали искать формулу средства для очистки данного типа плит. Было установлено, что аммиак способствует разложению загрязнений, но имеет некоторые недостатки (в частности, длительное время реакции). Впоследствии подобные свойства были обнаружены у моноэтаноламина, к которому для ускорения реакции был добавлен гидроксид натрия. На сегодняшний день в состав чистящего средства также входят пропан и изобутан.
В линейку продукции торговой марки также входят средства для очистки разнообразных поверхностей в помещениях (на кухне, в ванной и туалете и т. д.).

## Рекламные ролики
В рекламных роликах с 1970-х до 2010 года принимали участие различные актёры, в том числе Шарлотта Рэй и Джеральд Хоум. С 2010 года в рекламе используется персонаж, созданный с применением трёхмерной графики — полигонального моделирования с последующим наложением текстур.
Ролики имеют простой сюжет — например, в рекламе с участием Джеральда Хоума герой устроил уборку в доме, чтобы подготовиться к предстоящему свиданию.
Рекламные ролики, снятые в 1980—1990-е годы, получили положительные оценки зрителей, а словосочетание Mr Muscle стало нарицательным. Также отмечается, что в подобных рекламных роликах можно наблюдать отсылки к некоторым социальным проблемам — в частности, к вопросу о гендерной стратификации.

## Критика
Чистящие средства торговой марки становились объектом критики. В частности, в результате ряда исследований в составе препаратов были обнаружены агрессивные химические соединения, способные нанести вред здоровью. Сообщалось, что вещества, содержащиеся в препаратах, могут вызывать аллергические реакции и химические ожоги.
С конца марта 2015 года Роспортребнадзор ввёл запрет на импорт чистящих средств этой торговой марки на территорию России вследствие того, что химический состав препаратов не соответствует гигиеническим требованиям по раздражающему действию.
В 2016 году сотрудниками Йоркского университета была запущена программа под названием What’s Inside? Согласно исследованиям, проводимым в рамках этой программы, углеводороды, входящие в состав чистящих средств (в частности, D-лимонен) загрязняют воздух в помещениях больше, чем промышленные выбросы, поступающие извне, и являются одним из главных источников загрязнения воздуха в домах Великобритании. При этом указывалось, что чем менее проветривается помещение при использовании того или иного чистящего средства, там выше уровень загрязнения воздуха.
Среди вредных для здоровья соединений, содержащихся в средствах линейки Mr Muscle, учёными были отмечены деканаль, дипропиленгликоль, этилен брассилат, лимонен, линалоол, октаналь, бензилсалицилат, камфора, кумарин и др. Перечисленные вещества способны вызывать лёгочные заболевания и способствовать развитию раковых опухолей, а также быть причиной аллергических реакций — например, астмы. Алистер Льюис, ведущий специалист программы исследований, добавил, что такие вещества, взаимодействуя с газами, содержащимися в атмосферном воздухе, формируют потенциально опасные соединения: к примеру, при взаимодействии с озоном воздуха две молекулы лимонена производят одну молекулу формальдегида — канцерогенного соединения, который при высокой концентрации вызывает рак органов дыхательной системы (в частности, гортани) и неврологические заболевания; также он может быть причиной кашля и носовых кровотечений.
В дальнейшем S. C. Johnson опубликовал список химических соединений, используемых при производстве моющих средств. Представитель компании прокомментировал данную меру тем, что «покупатели должны знать о составе потребляемой продукции и иметь возможность принять правильное решение при покупке», добавив при этом, что вышеперечисленные соединения «являются неотъемлемым компонентом продукции компании». Позднее был создан веб-сайт, на котором указывается состав чистящих средств, поступающих в продажу.